# Justicia borrerae
Justicia borrerae là một loài thực vật có hoa trong họ Ô rô. Loài này được (Hemsl.) T.F. Daniel mô tả khoa học đầu tiên năm 1995.